# 2. санитетски батаљон ВРС
2. санитетски батаљон је био једна од јединица 2. крајишког корпуса Војске Републике Српске.

## Састав и наоружање
Састав батаљона чиниле су: команда, две хируршке чете (у Дрвару и Петровцу), медицинска чета (Дрвар), одељење за психо-трауматологију (Дрвар) и пет покретних хируршких екипа.
На нивоу 2. крајишког корпуса и у потчињеним јединицама било је око 50 лекара.

## Ратни пут
Током рата у Босни сви санитетски потенцијали на територији 2. крајишког корпуса били су укључени за потребе збрињавања рањеника.